# Albion Chapel

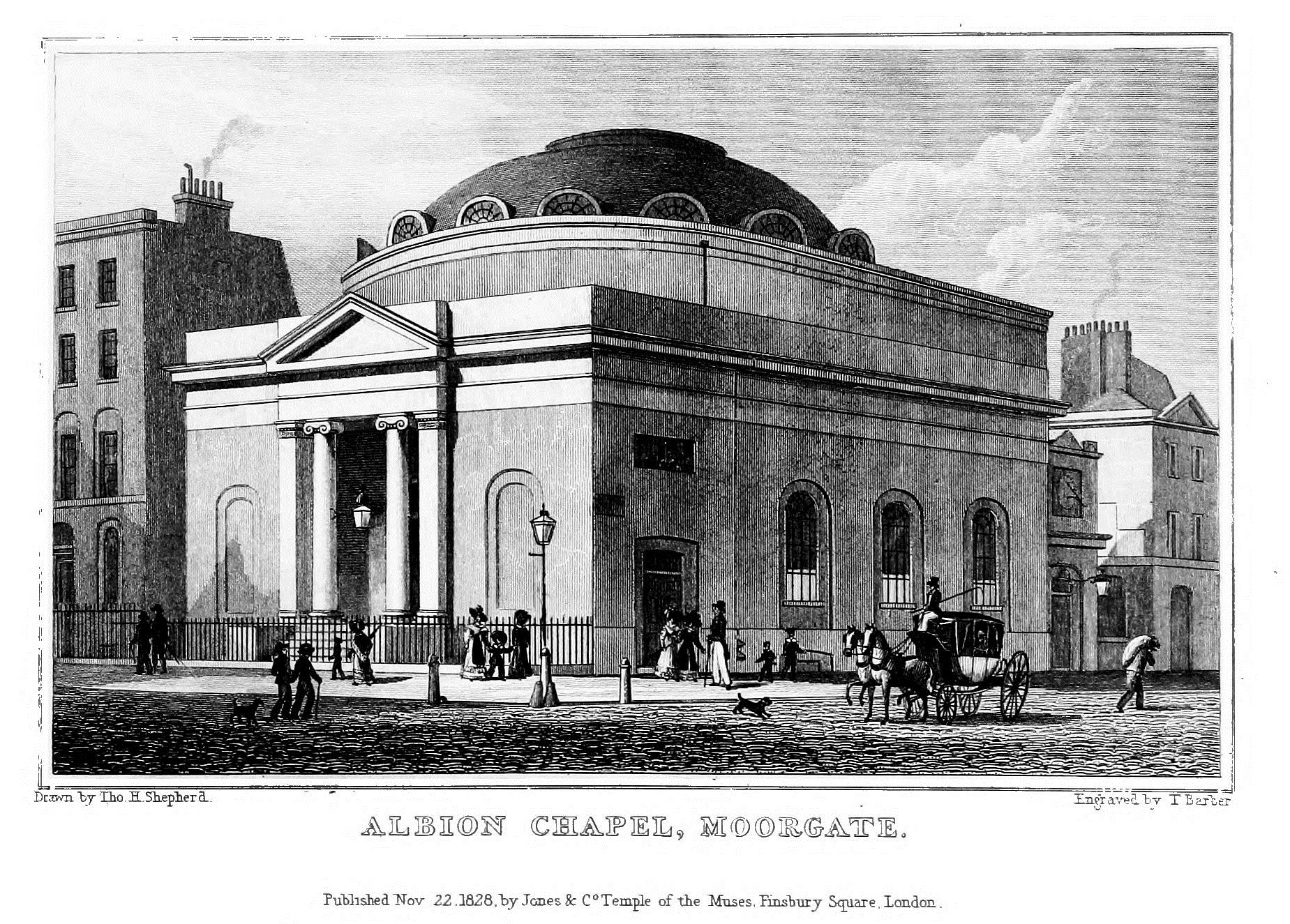
Stich von Thomas Barber, 1828 veröffentlicht

Die Albion Chapel war eine 1815/16 errichtete und am 7. November 1816 eingeweihte Kirche in der City of London. Das Gotteshaus einer Gemeinde schottischer Presbyterianer befand sich auf dem Standort des zweiten Gebäudes des Old Bethlem Hospitals, an der Ecke Finsbury Pavement / London Wall, das heißt an der südwestlichen Ecke des Finsbury Circus.

## Geschichte
Architekt der Albion Chapel war William Jay (≈1793–1837). Sie war vermutlich sein einziger Bau vor seiner Auswanderung in die Vereinigten Staaten von Amerika.
Der Bau soll über 10.000 Pfund gekostet haben, war aber schon bald nicht mehr groß genug für die Gemeinde. Alexander Fletcher von der Scots Secession Church wirkte in ihr, bevor er sich von seiner Glaubensgemeinschaft wegen theologischer und juristischer Auseinandersetzungen trennte und seine seelsorgerische Tätigkeit nach einem Intermezzo in einem Gebäude der Grub Street letztlich 1826 in die neu errichtete Finsbury Chapel verlegte. Sein Nachfolger als Seelsorger der Albion Chapel war James Gray, dessen Amtseinführung am 24. Januar 1826 stattfand.
Das Gotteshaus wurde nach weniger als sieben Jahrzehnten Bestand 1879 abgerissen. An seiner Stelle wurden die Tower Buildings (später Tower Chambers) – ein Bürogebäude – errichtet.

## Gebäude
Die aus Backsteinen aufgeführte Kirche war über einem quadratischen Grundriss errichtet. Sie besaß ein kupfergedecktes Kuppeldach mit zehn halbkreisförmigen Oberlichtern.
Der am Finsbury Pavement gelegene, über eine kleine Treppe erschlossene Haupteingang war als antenförmig in das Gebäude eingebundener Portikus, dessen Dreiecksgiebel von zwei außenliegenden Pilastern an den Antenwänden und zwei inneren, freistehenden ionischen Säulen getragen wurden, ausgeführt.
An der Südseite zum London Wall hin fanden sich drei Rundbogenfenster sowie eine mit einem Stichbogen gedeckte weitere Eingangstüre. Diese Türe öffnete zu einem Vorraum, von dem aus eine Treppe auf die Galerie führte.
Die Sakristei lag im Osten der Kirche. An der Südseite des Gebäudes, zum London Wall hin, war zudem eine Sonnenuhr angebracht. Die Innenausstattung sei sehr karg gewesen.